# 광교SK뷰레이크타워
광교SK뷰레이크타워(영어: Gwanggyo SK VIEW Lake Tower Office Tower)는 대한민국 경기도 수원시 영통구 광교동에 위치하고 있다. 오피스동은 지상 41층, 지하 5층이고 총 656실이 있다. 오피스텔동은 지상 41층, 지하 5층이고 총 112실이 있다. 상업시설은 지상 3층, 지하 1층이다. 광교SK뷰레이크타워는 업무시설(오피스), 오피스텔, 상업시설으로 구성된 복합건물이다.
각 상품의 명칭은 오피스가 광교SK뷰레이크타워, 오피스텔이 광교SK뷰레이크, 상업시설이 광교SK뷰레이크몰의 이름으로 공급되었다.
광교SK뷰레이크는 수원컨벤션센터, 수원법조타운, 경기융합센터, 광교호수공원 등 광교신도시 주요 개발 계획 중심에 위치하고 있다.

## 역사
2015년 광교신도시 업무5-1블록 일원에 광교레이크뷰타워를 분양할 예정이다. 섹션오피스와 오피스텔이 들어선다. 2016년 광교SK레이크뷰타워로 명칭을 변경했다. SK건설이 광교신도시에 오피스동과 오피스텔동을 건설할 예정이다. 이후 착공하여 2019년에 완공하였고 10월에 개장했다. 광교SK뷰레이크타워는 광교호수공원 북단에 건설되었다.

## 구성
광교SK뷰레이크타워 오피스동과 광교SK뷰레이크타워 오피스텔동이 있다.
| 명칭            | 층수 | 높이 |
| --------------- | ---- | ---- |
| 오피스동(A동)   | 41층 | 175m |
| 오피스텔동(B동) | 41층 | 140m |

## 높이
오피스동의 높이는 약 175m로 경기도 최고 높이이며, 광교신도시 내 최고 높이 마천루이다. 경기권에서 가장 높은 규모다. 완공 당시 수원시에서 가장 높은 오피스 빌딩이 되었다. 현재 광교신도시에서 가장 높은 오피스 빌딩이다. 오피스동 지상 39층인데 스카이라운지가 40층과 41층에 있어 지상 41층이다. 오피스텔동의 높이는 140m, 지상 41층이지만 다른 오피스텔보다 낮다.

## 특징
오피스동에는 섹션오피스고 오피스텔은 오피스텔이다. 오피스동은 호수 조망이 있는 업무복합빌딩이다. 지상 40층과 41층에는 스카이라운지가 있다. 오피스동에는 프라임급 오피스와 근린생활시설이 있고 오피스텔에는 근린생활시설이 있다. 조망은 남쪽으로는 광교호수공원을 볼 수 있고 북쪽으로는 광교산을 볼 수 있다. 주차장은 총 821대로 구성되어 있는데 업무시설 주차장은 총 542대다.

## 내부 시설

### 오피스동
| 층수                | 시설 |
| ------------------- | --- |
| 40층 ~ 41층         | 스카이라운지 |
| 25층 ~ 39층         | 섹션오피스 |
| 24층                | 섹션오피스 커뮤니티(휴게실과 수면실, 사우나, 헬스장, GX룸, 전망대(대피공간겸용), 무인택배함, 자전거 전용 주차장) |
| 3층 ~ 23층          | 섹션오피스, 상가(3층)                                                                                            |
| 1층 ~ 2층           | 상가 |
| 지하 4층 ~ 지하 1층 | 지하주차장, 싱가(지하 1층)                                                                                       |

### 오피스텔동
| 층수                | 시설                       |
| ------------------- | -------------------------- |
| 25층 ~ 41층         | 오피스텔                   |
| 24층                | 오피스텔 커뮤니티          |
| 3층 ~ 23층          | 오피스텔                   |
| 1층 ~ 2층           | 상가                       |
| 지하 4층 ~ 지하 1층 | 지하주차장, 싱가(지하 1층) |
| 지하 5층            | 기계실                     |

## 같이 보기
- 광교SK뷰레이크타워 오피스동
- 광교SK뷰레이크타워 오피스텔동